# Lijst van rijksmonumenten in Voerendaal (plaats)
De plaats Voerendaal telt 26 inschrijvingen in het rijksmonumentenregister. Hieronder een overzicht.
| Object                                                                                   | Oorspronkelijke functie?  | Bouwjaar                        | Architect | Locatie                                | Coördinaten?                  | Nr.?   | Afbeelding              |
| ---------------------------------------------------------------------------------------- | ------------------------- | ------------------------------- | --------- | -------------------------------------- | ----------------------------- | ------ | ----------------------- |
| Kasteel Haeren                                                                           | Kasteel, buitenplaats     | 17e-18e eeuw                    |           | Haeren 1 (uiteinde Kasteellaan Haeren) | 50° 52' 50" NB, 5° 54' 59" OL | 37880  | Meer afbeeldingen       |
| Puttersmolen                                                                             | Industrie- en poldermolen | 18e eeuw (bouw) 1945 (gesloopt) |           | Putterweg-Molenweg                     | 50° 53' 22" NB, 5° 55' 47" OL | 37882  | Meer afbeeldingen       |
| Hoeve Ten Hoven                                                                          | Boerderij                 | 1714 (ankerjaartal)             |           | Steinweg 7                             | 50° 53' 1" NB, 5° 54' 53" OL  | 37883  | Meer afbeeldingen       |
| Sint-Laurentiuskerk                                                                      | Kerk en kerkonderdeel     | 12e eeuw (toren) 1842 (schip)   |           | Kerkplein 37                           | 50° 53' 0" NB, 5° 55' 36" OL  | 37884  | Meer afbeeldingen       |
| Huis van kunradersteen met verdieping en schilddak                                       | Woonhuis                  | 1789                            |           | Kerkplein 57                           | 50° 53' 0" NB, 5° 55' 41" OL  | 37885  | Meer afbeeldingen       |
| Hoeve Lindelauf                                                                          | Boerderij                 | 1724 (ankerjaartal)             |           | Valkenburgerweg 46                     | 50° 52' 35" NB, 5° 55' 24" OL | 37886  | Meer afbeeldingen       |
| Hoeve van baksteen                                                                       | Boerderij                 | 1781                            |           | Heerlerweg 103                         | 50° 52' 30" NB, 5° 56' 26" OL | 37889  | Meer afbeeldingen       |
| Hoeve met binnenplaats                                                                   | Boerderij                 | eerste helft 19e eeuw           |           | Op Gen Hek 20                          | 50° 52' 21" NB, 5° 55' 43" OL | 37890  | Hoeve met binnenplaats  |
| Hoeve met kunradersteen                                                                  | Boerderij                 | eerste helft 19e eeuw           |           | Pontstraat 35                          | 50° 52' 29" NB, 5° 56' 12" OL | 37891  | Hoeve met kunradersteen |
| Hoeve Overst-Voerendaal                                                                  | Boerderij                 | 1791                            |           | Overst Voerendaal 4                    | 50° 52' 16" NB, 5° 55' 43" OL | 37907  | Meer afbeeldingen       |
| Terrein waarin overblijfselen van een romeinse villa: Romeinse villa Voerendaal-Ten Hove | Archeologisch monument    | Romeinse tijd                   |           | Ten noorden Steinweg                   | 50° 52' 59" NB, 5° 54' 30" OL | 46185  | Meer afbeeldingen       |
| Kalkoven Kasteel Haren (nabij de Midweg)                                                 | Industrie                 | 1914-1918                       |           | Bij de Midweg                          | 50° 52' 23" NB, 5° 54' 43" OL | 507158 | Meer afbeeldingen       |
| Station Voerendaal                                                                       | Transport                 | 1913                            |           | Jeustraat 77                           | 50° 53' 12" NB, 5° 55' 46" OL | 507164 | Meer afbeeldingen       |
| In een traditioneel-ambachtelijke stijl gebouwd herenhuis                                | Woonhuis                  | 1850                            |           | Kerkplein 2                            | 50° 52' 59" NB, 5° 55' 31" OL | 507165 | Meer afbeeldingen       |
| Buitenplaats Puth: hoofdonderdeel                                                        | Kasteel, buitenplaats     | 1600-1800                       |           | Steinweg 1                             | 50° 53' 19" NB, 5° 55' 31" OL | 509866 | Meer afbeeldingen       |
| Buitenplaats Puth: parkaanleg                                                            | Tuin, park en plantsoen   | 1850-1900                       |           | Steinweg bij 1                         | 50° 53' 20" NB, 5° 55' 34" OL | 509871 | Meer afbeeldingen       |
| Buitenplaats Puth: bijgebouwen                                                           | Bijgebouwen kastelen enz. | 1700-1800                       |           | Steinweg bij 1                         | 50° 53' 21" NB, 5° 55' 29" OL | 509874 | Meer afbeeldingen       |
| Buitenplaats Puth: brug met keermuren                                                    | Tuin, park en plantsoen   | 1700-1800                       |           | Steinweg bij 1                         | 50° 53' 19" NB, 5° 55' 31" OL | 509875 | Meer afbeeldingen       |
| Buitenplaats Puth: tuinmuur en hekken                                                    | Tuin, park en plantsoen   | 1750-1800                       |           | Steinweg bij 1                         | 50° 53' 20" NB, 5° 55' 34" OL | 509876 | Meer afbeeldingen       |
| Buitenplaats Puth: bakhuis                                                               | Bijgebouwen kastelen enz. | 1750-1800                       |           | Steinweg bij 1                         | 50° 53' 21" NB, 5° 55' 29" OL | 509877 | Meer afbeeldingen       |
| Kasteel Cortenbach                                                                       | Kasteel, buitenplaats     | 1776                            |           | Cortenbach 1                           | 50° 53' 5" NB, 5° 56' 4" OL   | 526852 | Meer afbeeldingen       |
| Cortenbach: historische parkaanleg                                                       | Tuin, park en plantsoen   |                                 |           | Cortenbach bij 1                       | 50° 53' 7" NB, 5° 56' 14" OL  | 526854 | Meer afbeeldingen       |
| Cortenbach: voorburg                                                                     | Bijgebouwen kastelen enz. | 15e-16e eeuw (restanten)        |           | Cortenbach bij 1                       | 50° 53' 5" NB, 5° 56' 4" OL   | 526855 | Meer afbeeldingen       |
| Cortenbach: hofboerderij                                                                 | Bijgebouwen kastelen enz. | midden 17e eeuw                 |           | Cortenbach 2                           | 50° 53' 4" NB, 5° 56' 9" OL   | 526856 | Meer afbeeldingen       |
| Cortenbach: werktuigenberging                                                            | Bijgebouwen kastelen enz. | 17e eeuw en later               |           | Cortenbach bij 3                       | 50° 53' 3" NB, 5° 56' 8" OL   | 526860 | Upload foto             |
| Cortenbach: hekpijlers                                                                   | Tuin, park en plantsoen   | 18e eeuw                        |           | Cortenbach bij 1                       | 50° 53' 3" NB, 5° 56' 5" OL   | 526861 | Meer afbeeldingen       |